# Tetralepis fruhstorferi
Tetralepis fruhstorferi är en ormart som beskrevs av Boettger 1892. Tetralepis fruhstorferi är ensam i släktet Tetralepis som ingår i familjen snokar. Inga underarter finns listade i Catalogue of Life.
Arten är endast känd från bergstrakten Pegunungan Tengger på östra Java (Indonesien). Den är med en längd upp till 75 cm en liten orm. Individer hittades vid cirka 1000 meter över havet. De lever i skogar och gräver i lövskiktet eller i det översta jordlagret. Ett exemplar fångades under början av natten. Därför antas att Tetralepis fruhstorferi är aktiv under skymningen eller under natten. Fortplantningssättet är okänt.
Denna orm lever intill aktiva vulkaner. Ett större utbrott kan döda hela beståndet. IUCN kategoriserar arten globalt som sårbar.